# South Coffeyville
South Coffeyville é uma cidade  localizada no estado norte-americano de Oklahoma, no Condado de Nowata.

## Demografia
Segundo o censo norte-americano de 2000, a sua população era de 790 habitantes.
Em 2006, foi estimada uma população de 797, um aumento de 7 (0.9%).

## Geografia
De acordo com o United States Census Bureau tem uma área de
1,6 km², dos quais 1,6 km² cobertos por terra e 0,0 km² cobertos por água. South Coffeyville localiza-se a aproximadamente 221 m acima do nível do mar.

## Localidades na vizinhança
O diagrama seguinte representa as localidades num raio de 20 km ao redor de South Coffeyville.